# Millie Hughes-Fulford
Millie Elizabeth Hughes-Fulford, född 21 december 1945 i Mineral Wells, Texas, död 4 februari 2021 i San Francisco, Kalifornien, var en amerikansk astronaut.

## Rymdfärder
- STS-40